# Lista de membros da Royal Society eleitos em 1990
Esta é uma lista de Membros da Royal Society eleitos em 1990.

## Fellows of the Royal Society (FRS)
- David Bohm (1917-1992)[2]
- Alan Frederick Williams (1945-1992)[3]
- John Gordon Collier (1935-1995)[4]
- Lyman Spitzer (1914-1997)[5]
- George Jellicoe (1918-2007)[6]
- Derek William Moore (d. 2008)[7]
- Nicholas Handy (1941-2012)[8]
- Dame Louise Johnson (d. 2012)[9]
- Roger Angel
- Michael Ashburner
- David Anthony Brown
- Malcolm Harold Chisholm
- Robin Jon Hawes Clark
- Peter Clarricoats
- Simon Conway Morris
- Andrew Charles Crawford
- Leslie Dutton
- Robert Fettiplace
- Erwin Gabathuler
- Allen Hill
- Jonathan Hodgkin
- Eric Jakeman
- Vaughan Jones
- Dame Carole Jordan
- John Knott
- Sir Harold Kroto[10]
- Steven Ley
- Lewis Norman Mander
- Michael Edgeworth McIntyre
- Colin James Pennycuick
- John Albert Raven
- Sir David John Read
- Man Mohan Sharma
- Allan Snyder
- George Robert Stark
- M Azim Surani
- Bob Vaughan
- Herman Waldmann
- William Lionel Wilkinson
- Robert Hughes Williams
- Sir Gregory Winter
- Semir Zeki

## Foreign Members of the Royal Society (ForMemRS)
- Edward Lorenz (d. 2008)[11]
- Yasutomi Nishizuka (1932-2004)[12]
- Christiane Nüsslein-Volhard[13]
- Bengt Samuelsson
- Edward Osborne Wilson